# Apilocrocis pimalis
Apilocrocis pimalis là một loài bướm đêm trong họ Crambidae.